# Angelou (krater)
Angelou är en nedslagskrater på planeten Merkurius, med en diameter på ungefär 18 kilometer.
2019 uppkallades kratern efter den amerikanska författaren Maya Angelou.